# Allium circassicum
Allium circassicum — вид трав'янистих рослин родини амарилісові (Amaryllidaceae), поширений у західному Закавказзі та Краснодарському краю.

## Опис
Рослина заввишки (10)20–30 см. Цибулини кулясті, до 15 мм завширшки. Листки вузько-лінійні, 3–7 мм шириною, у 1.5–2 рази коротші від зонтика. Зонтик не багатоквітковий. Оцвітина широко дзвінчаста; листочки ланцетно-еліптичні, білі з рожевим відтінком, 15 мм довжиною. 

## Поширення
Поширений у західному Закавказзі та Краснодарському краю.
Росте в субальпійському та альпійському поясах.